# Bobbi-bobbi
Dans la mythologie des Aborigènes d'Australie (en particulier du people Binbinga (en)), Bobbi-bobbi était un serpent géant qui vivait dans le ciel, similaire au Serpent arc-en-ciel. Il vit que les humains avaient besoin de plus que de l'eau pour survivre, il leur donna alors le gibier. Mais comme les humains ignoraient comment attraper le gibier, il envoya l'une de ses côtes aux hommes pour qu'ils puissent l'utiliser comme un boomerang et attraper le gibier. Un jour, les hommes décidèrent de rendre visite à Bobbi-bobbi pour le remercier. Quand les hommes utilisèrent le boomerang pour faire un trou dans le ciel, Bobbi-bobbi devint furieux de leur violence et quitta la région.